# Ramnagar (Nawalparasi)
Pour les articles homonymes, voir Ramnagar.
Ramnagar (en népalais : रामनगर) est un comité de développement villageois du Népal situé dans le district de Nawalparasi. Au recensement de 2011, il comptait 15 606 habitants.